# کاستلفولیت
کاستلفولیت (به اسپانیایی: Castellfullit del Boix) یک منطقهٔ مسکونی در اسپانیا است که در باگیس واقع شده‌است. کاستلفولیت ۵۸٫۹ کیلومتر مربع مساحت دارد.